# Frühbesprechung
Frühbesprechung ist eine 8-teilige Kriminalserie, die zwischen April und Oktober 1973 in unregelmäßigen Abständen im Abendprogramm der ARD ausgestrahlt wurde. Jede Folge der vom Südwestfunk produzierten Reihe hatte eine Länge von 60 Minuten und lief nach 21 Uhr.

## Inhalt
Die Serie zeigt in sachlicher Weise die Frühbesprechung der Kriminalbeamten im Polizeipräsidium, bevor zur allgemeinen Tagesarbeit übergegangen wird. Jede Folge erzählt eine in sich abgeschlossene Geschichte, die teilnehmenden Beamten wechseln teilweise von Folge zu Folge.

## Sonstiges
Die Serie zielte bewusst darauf ab, die nüchterne Polizeiarbeit in realistischer Weise zu zeigen. Sie entstand in enger Zusammenarbeit mit Bernd Wehner, dem damaligen Chef der Düsseldorfer Kriminalpolizei, wo auch Teile der Dreharbeiten stattfanden. Wehner hatte während seiner Amtszeit die Frühbesprechungen eingeführt, in der über aktuelle Fälle gesprochen wurde, ehe man sich dem Tagesgeschäft zuwandte.
Während die Verantwortlichen überzeugt waren, mit „Frühbesprechung“ einen erfolgreichen Gegenpart zu den gängigen Kriminalserien geschaffen zu haben, wurde die Produktion von der Presse durchweg als negativ, weil zu wenig spannend angesehen.
Katinka Hoffmann war als Oberkommissarin Vetter die erste weibliche Kommissarin im deutschen Fernsehen. Zur Vorbereitung auf ihre Rolle nahm sie an verschiedenen Frühbesprechungen teil und begleitete Polizeibeamte auf der Nachtstreife.
2018 wurden alle acht Folgen im Programm des Südwestrundfunks wiederholt.

## Episodenliste
| Folge | Erstausstrahlung   | Titel                   | Regie         | Kommissare (Auswahl)                                                                           | Gastdarsteller (Auswahl)                                                                                        |
| ----- | ------------------ | ----------------------- | ------------- | ---------------------------------------------------------------------------------------------- | --- |
| 1     | 4. April 1973      | Der Held                | Joachim Hess  | Katinka Hoffmann, Gisela Keiner, Ernst Seiltgen, Alexander May, Sigmar Solbach, Gert Burkard   | Alf Marholm, Dieter Wilken                                                                                      |
| 2     | 2. Mai 1973        | 2x Lima                 | Wolf Vollmar  | Herbert Mensching, Karl Walter Diess, Alexander May, Traugott Buhre, Ernst Seiltgen            | Dieter Kirchlechner, Alexander Hegarth, Eva Brumby, Wolfried Lier, Horst Sachtleben                             |
| 3     | 30. Mai 1973       | Dibbedidapp             | Michael Braun | Ernst Seiltgen, Dietrich Mattausch, Wolfgang Höper, Katinka Hoffmann, Alexander May            | Liane Hielscher, Harry Kalenberg, Heinz Schacht                                                                 |
| 4     | 27. Juni 1973      | Allein in München       | Michael Braun | Wolf Richards, Katinka Hoffmann, Ernst Seiltgen, Rolf Castell, Gunther Malzacher, Henner Quest | Karin Schlemmer, Wolf Ackva, Margot Leonard, Thomas Braut                                                       |
| 5     | 28. August 1973    | Die Party               | Wolf Vollmar  | Hans-Dieter Jendreyko, Katinka Hoffmann, Alexander May                                         | Hans-Werner Bussinger, Johanna Liebeneiner, Nikolaus Paryla, Peter Bongartz, Heta Mantscheff, Kathrin Ackermann |
| 6     | 5. September 1973  | Die Handschrift         | Wolf Vollmar  | Hans-Michael Rehberg, Johannes Grossmann, Herbert Mensching, Siegurd Fitzek                    | Peter Fricke, Ilse Neubauer, Karl Renar, Reent Reins, Herbert Steinmetz, Hilde Ziegler                          |
| 7     | 26. September 1973 | Volksfest               | Joachim Hess  | Katinka Hoffmann, Alexander May, Ernst Seiltgen, Manfred Zapatka, Gottfried Mehlhorn           | Jens Weisser, Gisela Zülch, Wolfgang Grönebaum, Astrid Frank                                                    |
| 8     | 31. Oktober 1973   | Das grüne Nummernschild | Michael Braun | Klaus Abramowsky, Manfred Seipold, Wolfgang Höper, Katinka Hoffmann                            | Claudia Butenuth, Rose-Marie Kirstein, Karl-Heinz Hess                                                          |